# سیارک ۴۴۳۸
سیارک ۴۴۳۸ (به انگلیسی: 4438 Sykes، نامگذاری:1983WR) چهار هزار و چهارصد و سی و هشتمین سیارک کشف شده‌است که در ۲۹ نوامبر ۱۹۸۳ کشف شد.
قدر مطلق سیارک برابر ۱۱٫۵۰ است.